# Aeroportul Los Garzones
Aeroportul Los Garzones (IATA: MTR, ICAO: SKMR) este un aeroport din Montería⁠(d), Córdoba Department⁠(d), Columbia ce deservește zona Montería⁠(d). Aeroportul a fost tranzitat în 2022 de 1.556.749 de pasageri. A fost deschis în 1974.
Situat la o altitudine de 10 m, aeroportul dispune de o singură pistă.